# Czartołomie
Czartołomie – wieś w Polsce położona w województwie pomorskim, w powiecie chojnickim, w gminie Chojnice.
W latach 1975–1998 miejscowość administracyjnie należała do województwa bydgoskiego.

## Historia i zabytki
Wieś, wespół z pobliskim Jarcewem, stanowiła w XIV wieku własność sędziów ziemskich i występowała pod nazwą Sawust (polskie Zawiść). Prywatna wieś szlachecka położona była w drugiej połowie XVI wieku w województwie pomorskim. W 1897 we wsi mieszkało 70 katolików i 73 protestantów, głównie Niemców.
Według rejestru zabytków NID na listę zabytków wpisany jest zespół dworski z 1 poł. XIX-XX, nr rej.: A/515/1-2 z 16.12.1998: dwór i park.
Dwór wybudowany został w 1905 przez rodzinę von Fischer, właścicieli majątku. Po wojnie majątek znacjonalizowano i włączono do Zakładu Doświadczalnego Ziemniaka z siedzibą w Zamartem. Zespół pałacowo-parkowy leży w sołectwie Czartołomie-Jarcewo, którego założycielem był Andrzej Ortmann.